# علامة آبادي في التابس الظهري
علامة آبادي في التابس الظهري وتعرف اختصارًا باسم علامة آبادي، هي علامةٌ طبية تحدث في التابس الظهري، وهو نتيجةٌ مٌتأخرةُ للزهري العصبي. تحدث عن طريق ضغط وتر أخيل، والذي عادةً ما يُسبب الألم. تُعد هذه العلامة إيجابيةً في حال عدم وجود ألم. قد يحدث في أي مرضٍ يتلف مسار العمود الظهري-الفتيل الإنسي، والذي ينقل المعلومات الحسية من المحيط إلى الدماغ.
سُميت نسبةً إلى طبيب الأعصاب الفرنسي جوزيف آبادي.